# ラジ王
ラジ王（ラジおう）は、TOKYO FM・JFN系列局のネットで1994年4月4日から1995年2月28日まで放送されていた深夜のラジオ番組。

## 概要
1994年3月までは、TOKYO FM制作でAライン（静岡エフエム放送［K-MIX、1983年開局］以前に開局した各局）のネットで放送されていた「スーパーFMマガジン」と、JFNが設立された1984年以後に開局したBラインの各局ネットで放送されていた「FMナイトストリート」の2つの番組が放送されていたが、同年4月改編でこの2番組の枠を統合、30局ネット態勢で本番組をスタートさせた（同時に、この直後の午前3時〜6時枠では「まんたんMUSIC」がスタートしている）。
「スーパーFMマガジン・NORU SORU→のるそる」からCHAGE、「FMナイトストリート」から長友仍世、更にデーモン小暮を起用するなど、パーソナリティ陣を揃えたが、結局は翌1995年2月、改編を待たずに約11か月で終了した。打ち切りとなった理由に付いては、本番組の企画発案者であったバカボン鬼塚が「番組プロデューサーから3月いっぱいでパーソナリティー降板を打診され、これを不服とし、降板了承の代わりに企画の取り下げ（つまり本番組全体の終了）を要求。結局了承されたが、経緯から時期を前倒して終了させた」と言う旨の説明を番組内で行い、合わせて別曜日のパーソナリティおよび聴取者への陳謝の言葉も併せて語っていた。同年1月17日に発生した阪神・淡路大震災では、地震発生翌日に番組を担当していたCHAGEが番組の内容を変更してリスナーに呼びかけを行い、FAXで親族などの行方を心配するリスナーから被災地へのメッセージを二時間に渡って紹介し続けた。
本番組の最終放送日の1995年2月28日は火曜日だったため「CHAGEのラジ王」で終了。なお、「デーモン小暮のラジ王」「バカボン鬼塚のラジ王」のそれぞれの最終週にあたる1995年2月20日から2月23日までは、TOKYO FMだけは「平成アイドル大図鑑」という特番を放送したため他の局より一週早く終了し、地域によってはこれら水曜日、木曜日の各番組の真の最終回を聴くことが出来なかった。

## 放送時間
- 毎週月曜日深夜（火曜日未明）〜木曜日深夜（金曜日未明）25時〜27時

- 当時のJFN加盟33局の内30局ネットでスタート（1994年10月からは31局ネット）
  - AIR-G' - 火曜深夜の25時台のみネット[1]
  - FM秋田 - 木曜深夜のみ未ネット→1994年10月から全曜日ネット開始
  - FM岩手 - 木曜深夜は26時〜27時のみ放送
  - FM福井 - 木曜深夜のみ未ネット→1994年10月から全曜日ネット開始
  - FM大阪 - 1994年10月から火曜深夜のみネット（自社帯番組『RADIO EASY』火曜日枠で）
  - FM徳島 - 1994年10月から木曜深夜の放送を26時〜27時に短縮
  - FM福岡 - 全曜日26時からの放送（25時台は自社制作番組『BEAT SQUARE ZERO1』を放送）

- 以下は全期にわたって全編未ネットだった局
  - FM仙台 - 日替りで自社制作番組などを放送
  - FM AICHI - 自社制作番組『合点!太巻天狗』を放送。ただし、愛知県内のほぼ全域でFM三重又はK-MIXで聴取可能だった
  - FM長崎 - 25時台でFM福岡から『BEAT SQUARE ZERO1』をネット放送、26時で放送終了

## パーソナリティ
- 月曜深夜：長友仍世（infix）（「FMナイトストリート・PAJAMA PRESS（第1部）」月曜から続投）
- 火曜深夜：CHAGE（CHAGE&ASKA）、近藤美江子（CHAGEのみ「スーパーFMマガジン・NORU SORU（第1部）→のるそる」火曜から続投。近藤は1994年7月5日からの出演）
- 水曜深夜：デーモン小暮（聖飢魔II）
  - 最初は閣下一名の喋りだったが、後に「デーモン小暮のオールナイトニッポン」（ニッポン放送）と同じように、同じく聖飢魔IIのSgt.ルーク篁III世参謀が加わり、二名の喋りとなる。
- 木曜深夜：バカボン鬼塚

## CHAGEのラジ王

### コーナー
バカ日本語
負け犬の遠吠え
キング・オブ・王様
主にリスナーの自慢話（不幸自慢も含む）、特技などを紹介。
新コチン和歌集
リスナー作の短歌を紹介（下ネタが多かった）。CHAGEは柿本人麻呂ならぬ「柿本シコ麻呂」となって詠んでいた。
ものすごい話
お気楽商店身の上相談
ノンセクションの50
笑うヘッドライト
各地方の変わった情報を紹介するコーナー。
個人的快感
青江三奈「伊勢佐木町ブルース」をBGMに、リスナーが自分ではこれが快感だと思うことを紹介。
ラジ王最後の審判 不良懺悔
史上最低の戦い
リスナーの実際にやっていたという「どうでもいい競争」を紹介。
コンミエの少年カウンセラー
痩せすぎちゃってポン
「痩せすぎちゃったらこうなった」ということを想定したシチュエーションを募集。

### 出来事
- 1994年6月28日の放送は、CHAGEがアメリカに渡ったため番組を休み、「宇佐元恭一とASKAのラジ王」として放送した。
- 一時期、同じTOKYO FMの『赤坂泰彦のミリオンナイツ』と番組同士で対抗したことがあった。詳しくはミリオンナイツ#CHAGEのラジ王との対決の節を参照。

### ゲスト
- 宇佐元恭一（1994年4月19日）
- 藤田朋子（1994年5月31日、1994年7月12日、1995年2月7日）
- 大友康平（1994年7月19日）
- MEN'S 5（1994年8月9日）

## デーモン小暮のラジ王

### コーナー
クイズ・百十の王
オリコンチャートで第110位の曲を予想し当てるコーナー（そのために「もうすぐ110位」と称して101位〜120位か105位〜115位も合わせて紹介されていた）。その110位の曲は必ずオンエアされていた。当時の結果として演歌が流れたことが多く、この番組曰く、若者向け時間帯に演歌などが流れるそのミスマッチさ等が面白みともされていた。
ある時、やしきたかじんの「東京」が何週にもわたってもうすぐ110位の所でランクインが続いていたため、閣下は「来ないかなあ? 来い!」などとたかじんの曲にラブコールを送っていたことがあった（「東京」は最終回で本当に110位にランクインされた）。
納得の報酬
デーモン小暮のラジ王は「納得いかない主張国連邦」と称して行われており（1994年5月頃までは「納得いかない教団」だった）、リスナーの様々な納得いかない事柄、質問についてその回答を募集していた。
王様を探せ
リスナー自身の周りで「これは王様だ」と思った人を紹介。
金田一春彦のリスト
この言葉について納得がいかない、ということを採り上げて問題提起。
お笑い 闘う日本人
何かと闘っていると思われるが、外から見ればおかしく見えそう、というリスナーやその周りの人を紹介していた。聖飢魔IIの曲『闘う日本人』と掛けていたコーナー。
BGMにはアントニオ猪木のテーマ曲『イノキ・ボンバイエ』が流れていた。
捨て台詞アウォード」
コンビニマンの悲劇
コンビニエンスストアでの珍しい出来事、珍しい経験などを募集。
全国修学旅行マップ
リスナーの、学生時代の修学旅行での面白そうな経験、コース、思い出を募集。
東京解体計画 いくらで買いたい?
東京一極集中をバラして是正せよ、のコンセプトの下、案やネタを面白おかしいような観点で募集して行われていたコーナー。
FAX your ashole!
フリーテーマで、この番組曰く「FAXの限界に挑戦」していたコーナー。
闇アルバイトニュース
誰も知らないような、中には身の毛もよだつような裏のアルバイトの世界を報告してもらうコーナー。
新・擬音祭り
既成の擬音の表現に納得がいかん! と思うリスナーから新しい表現の擬音を募集するコーナー。
為せば成る 為さねばナザレスリクエスト
リスナーの記憶の底に残っている、うろ覚えの曲のリクエストを募集、番組がその曲名と歌手名を答えてオンエアするというコーナー。リスナーからも情報を募集し、二人のディレクターも洋楽担当の「洋楽大臣」（土田ディレクター）、邦楽担当の「邦楽大臣」（上野ディレクター）と手分けして調査にあたり、リクエストに応えていた。しかし、何週にも亘って情報が無かったり、情報があってもその曲が正解でなかったりしたことが続いた場合は「お蔵入り」となったこともあった。
なお、デーモン小暮のラジ王では終了の原因を、このコーナーで「お蔵入りが出たことの責任」としており、最終回がTOKYO FMで放送されなかったことも「このコーナーにおいての“部分責任”」としていた。

### 出来事
- デーモン小暮のラジ王では「ラジ王という王様の下のリスナー」という意味から、リスナーのペンネーム・ラジオネームを「家来ネーム」「臣下ネーム」などと称していた。
- 葉書を読まれるともらえるノベルティグッズは番組オリジナルのステッカー、ボールペン、キャップがあった。優秀なハガキ、FAXには「ホメホメFAX」を局からリスナー宅へ送信、あるいは「ホメホメール」（今でいう電子メールの事ではなく、ハガキ・手紙など本来の意味での“メール”）をリスナー宅へ郵送していた。ステッカーについては、番組末期では番組終了が打ち切りに近い形だったため、1人に対し数十から100枚単位でプレゼントしていた。
- 「デーモン小暮のオールナイトニッポン」における「ぬらりひょん吉」「生方藤兵衛」のように、この番組でも「納得いかない主張国連邦広報課長・とくで きんな」という、デーモン小暮の声によるオリジナルキャラクターがいた。JFN推薦のヘビーローテーション曲の紹介、「JFNリスナーズアウォード」コーナーなどに現れていた。また、リスナーと電話をつないで「とくできんな」と酒場で話をするという構成の『民謡酒場 とくちゃん』というコーナーも存在した。
- 1994年4月20日深夜の放送では、漫画家の秋本治から届いたFAXを紹介していた。また同じ日には、当時現役力士だった武双山からのリクエスト曲をオンエアしていた。

### ゲスト
- 渡辺美里（1994年8月24日）
- 泉谷しげる

## バカボン鬼塚のラジ王

### コーナー
家庭訪問最前線
バカボン鬼塚がリスナーの自宅を訪問するという企画。2〜3件ほどしか応募がなく、何度か「今日はハガキがありません」という回があった。結局、訪問したのは２名のみで、その一人が当時高校生だったシンガーソングライターの柴田淳である。番組は実家に訪問し、代表曲である「月光浴」を創作した屋根裏部屋まで訪れている。のちに鬼塚の別番組に出演した際、柴田が自ら暴露している。鬼塚は、その時まで柴田淳とその高校生が同一人物とは全く気付いていなかった。
洋楽聞き邦題
曲を聞いたうえでリスナーが洋楽に面白い邦題（日本語のタイトル）を付けるというコーナー。
木ラジ一言劇場
名物コーナー。バカボン鬼塚が課す上の句（例）「○○だね、この」に対して、リスナーが面白い下の句（答え）をハガキで投稿してくるという企画。このコーナーでリスナーがペンネーム以外に「趣味」や「特技」を勝手に書き添えてくるようになったり、課題の上の句をリスナーが勝手に変更してしまう（例）「ハードボイルドだね、その→新宿鮫だね、その」など、サプライズ的な面白さがあった（The Nutty Radio Show 鬼玉における「マル決」の原型のようなコーナーであった）。